# Al final del conte
Al final del conte (originalment en francès, Au bout du conte) és una pel·lícula de comèdia francesa del 2013 dirigida per Agnès Jaoui. Va ser coescrita per Jaoui i Jean-Pierre Bacri. S'ha subtitulat al català.

## Repartiment
- Agathe Bonitzer com a Laura
- Agnès Jaoui com a Marianne
- Arthur Dupont com a Sandro
- Jean-Pierre Bacri com a Pierre
- Benjamin Biolay com a Maxime Wolf
- Dominique Valadié com a Jacqueline
- Valérie Crouzet com a Éléonore
- Beatrice Rosen com a Fanfan
- Didier Sandre com Guillaume Casseul
- Laurent Poitrenaux com a Éric
- Nina Meurisse com a Clémence